# Église Saint-Jean-Baptiste de Jérusalem
Pour les articles homonymes, voir Église Saint-Jean-Baptiste.
L’église Saint-Jean-Baptiste de Jérusalem est une église grecque orthodoxe du Ve siècle, qui se trouve au Muristan, dans le quartier chrétien de la Vieille Ville.

## Histoire

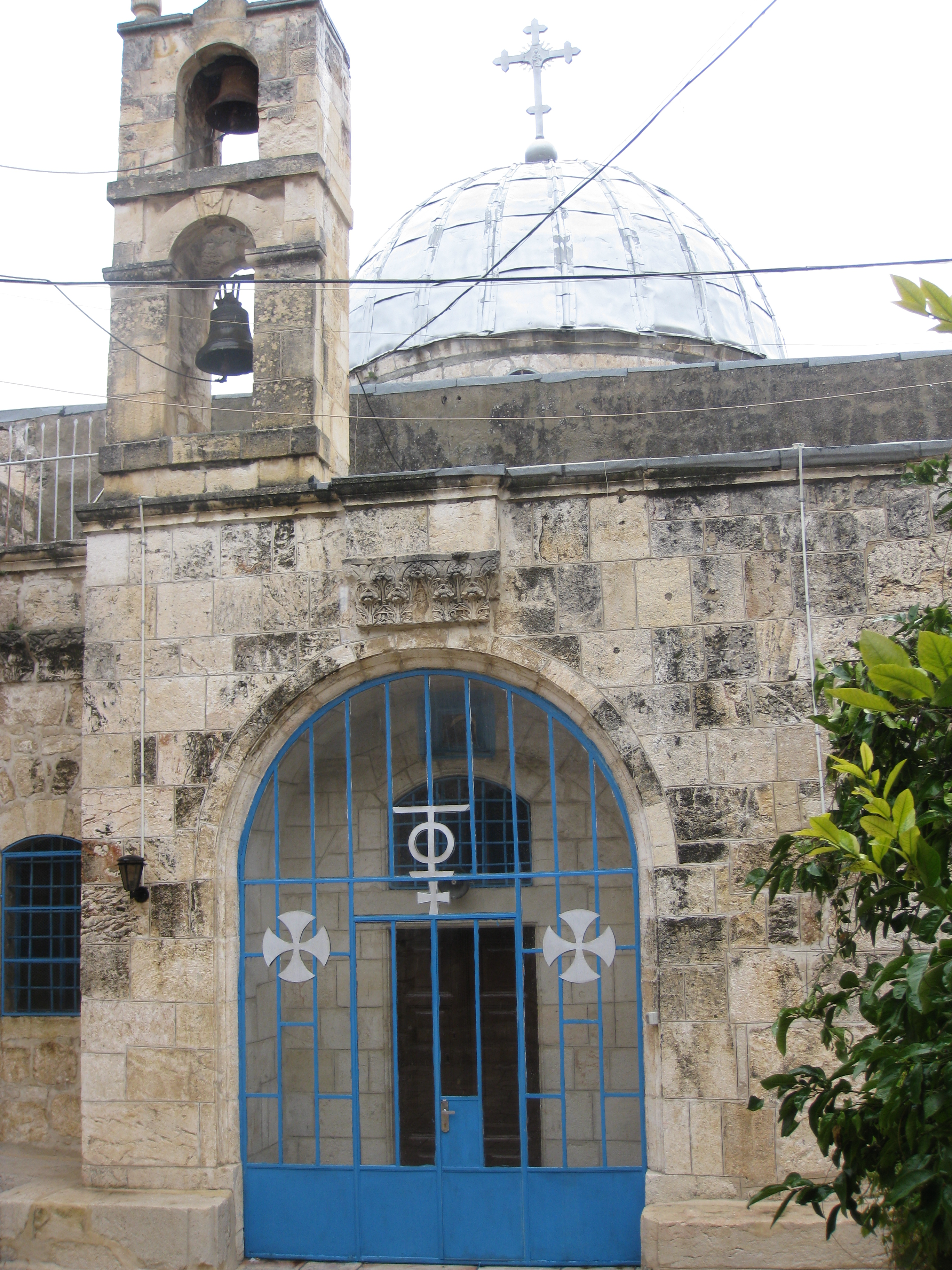
Entrée de l'église Saint-Jean-Baptiste (XIe siècle)

Bâtie vers 450 par l'impératrice Eudocie sur le lieu supposé de la demeure de Zacharie, elle est la plus ancienne église de Jérusalem.
L'étage supérieur, détruit par les Perses pendant le siège de Jérusalem en 614, fut ensuite reconstruit par saint Jean l'Aumônier.
Au XIe siècle, la crypte fut comblée et abandonnée lorsque des marchands italiens d'Amalfi construisirent sur ses fondations une nouvelle église, après en avoir obtenu l'autorisation du Calife d’Égypte. Elle est ensuite incorporée dans l'enceinte de l'Hospital que les moines, qui deviendront l'ordre de Saint-Jean de Jérusalem, construisent à Jérusalem. S'y ajoutèrent deux monastères dont le Monastère Sainte-Marie-des-Latins de Jérusalem, une auberge et un hospice placé sous la protection de la Sainte.
Jean de Würzburg la décrit ainsi: « En face de l’église du Saint-Sépulcre, sur le côté opposé, on trouve une belle église construite en l’honneur de Jean le Baptiste, à côté de laquelle un hôpital reçoit dans plusieurs pièces une multitude énorme de malades, à la fois hommes et femmes, qui sont secourus et soignés chaque jour à très grands frais... »
Elle semble avoir été transformée en mosquée au XVIe siècle, mais en 1660, les Grecs Orthodoxes construisirent à ses côtés un hospice pour les pèlerins.
Elle fut restaurée en 1882 par les Grecs orthodoxes, ses nouveaux propriétaires. Les fouilles déterrèrent dans la maçonnerie de l'autel un reliquaire de cristal qui est conservé dans le musée orthodoxe patriarcal de Jérusalem. Ils construisirent ensuite la façade actuelle et un petit clocher à l'étage supérieur. De nos jours, l'édifice a toujours sa triple abside et un narthex long et étroit du côté ouest. La coupole argentée est soutenue par quatre piliers.

## Fouilles récentes
En 2010, à la demande de l’UNESCO, des fouilles furent entreprises par l'archéologue Jean-Baptiste Humbert. Elles mirent au jour un dallage de l'époque hérodienne.